# Ruslana Taran
Ruslana Taran, née le 27 octobre 1970 à Eupatoria, est une skippeuse ukrainienne.
Elle est médaillée d'argent en quillard Yngling aux Jeux olympiques d'été de 2004 et médaillée de bronze en dériveur double 470 aux Jeux olympiques d'été de 1996 et Jeux olympiques d'été de 2000. Elle est nommée Marin de l'année en 1997.